# Станафорд (Західна Вірджинія)
Станафорд (англ. Stanaford) — переписна місцевість (CDP) в США, в окрузі Релей штату Західна Вірджинія. Населення — 1215 осіб (2020).

## Географія
Станафорд розташований за координатами 37°48′43″ пн. ш. 81°8′41″ зх. д. / 37.81194° пн. ш. 81.14472° зх. д. (37.812041, -81.144784).  За даними Бюро перепису населення США в 2010 році переписна місцевість мала площу 4,98 км², з яких 4,94 км² — суходіл та 0,04 км² — водойми.

## Демографія
Згідно з переписом 2010 року, у переписній місцевості мешкало 1350 осіб у 577 домогосподарствах у складі 424 родин. Густота населення становила 271 особа/км².  Було 624 помешкання (125/км²).
Расовий склад населення:
| - 89,1 % — білих - 7,7 % — чорних або афроамериканців - 1,4 % — азіатів - 0,2 % — корінних американців |

До двох чи більше рас належало 0,9 %. Частка іспаномовних становила 1,6 % від усіх жителів.
За віковим діапазоном населення розподілялося таким чином: 18,1 % — особи молодші 18 років, 60,9 % — особи у віці 18—64 років, 21,0 % — особи у віці 65 років та старші. Медіана віку мешканця становила 47,9 року. На 100 осіб жіночої статі у переписній місцевості припадало 87,8 чоловіків;  на 100 жінок у віці від 18 років та старших — 84,8 чоловіків також старших 18 років.
Середній дохід на одне домашнє господарство  становив 52 825 доларів США (медіана — 45 431), а середній дохід на одну сім'ю — 56 298 доларів (медіана — 45 370). Медіана доходів становила 50 098 доларів для чоловіків та 19 732 долари для жінок. За межею бідності перебувало 28,0 % осіб, у тому числі 46,5 % дітей у віці до 18 років та 12,9 % осіб у віці 65 років та старших.
Цивільне працевлаштоване населення становило 682 особи. Основні галузі зайнятості: освіта, охорона здоров'я та соціальна допомога — 28,7 %, роздрібна торгівля — 23,0 %, будівництво — 9,2 %, мистецтво, розваги та відпочинок — 8,7 %.